# Quartiere cristiano
Il quartiere cristiano (in arabo  حارة النصارى‎?, in ebraico הרובע הנוצרי‎?) è uno dei quattro quartieri della Città Vecchia di Gerusalemme; gli altri sono il quartiere ebraico, il quartiere musulmano e il quartiere armeno.
È situato nell'angolo nord-ovest della città vecchia e si estende da Porta Nuova (a nord) fino alla Porta di Giaffa (a sud). Costeggia le mura ad ovest mentre ad est confina col quartiere musulmano all'altezza della Porta di Damasco. All'interno del quartiere cristiano si trova la Basilica del Santo Sepolcro, uno dei luoghi più sacri per i cristiani. La maggioranza della popolazione è costituita da palestinesi cristiani.